# برند دورنبرگر
برند دورنبرگر (انگلیسی: Bernd Dürnberger؛ زادهٔ ۱۷ سپتامبر ۱۹۵۳) بازیکن فوتبال اهل آلمان است.
از باشگاه‌هایی که در آن بازی کرده‌است می‌توان به باشگاه فوتبال بایرن مونیخ اشاره کرد.
وی همچنین در تیم‌های ملی فوتبال جوانان آلمان، زیر ۲۳ سال آلمان، و Germany national football B team بازی کرده‌است.